# Forcipomyia tugelensis
Forcipomyia tugelensis är en tvåvingeart som beskrevs av Meillon 1959. Forcipomyia tugelensis ingår i släktet Forcipomyia och familjen svidknott. Inga underarter finns listade i Catalogue of Life.